# Гражданский корпус охраны окружающей среды

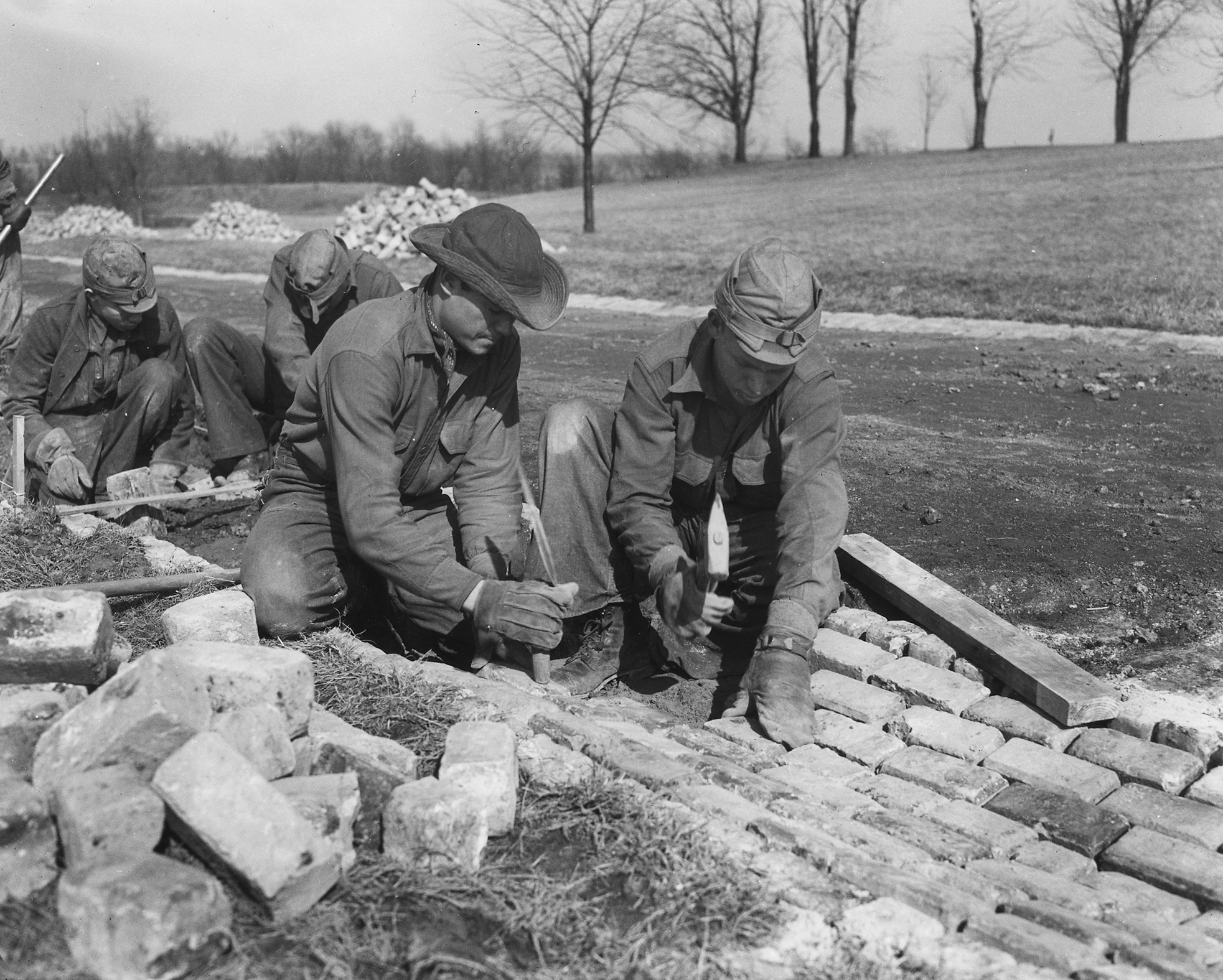
Сотрудники корпуса строят дорогу, 1933.

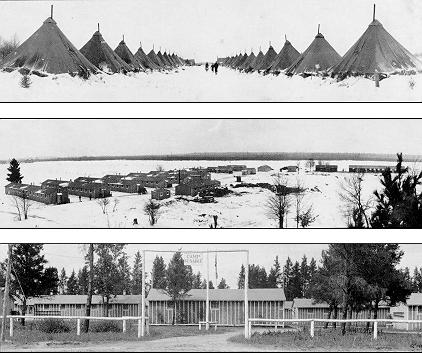
Лагеря корпуса в Мичигане. Вместо палаток для сотрудников корпуса военные вскоре соорудили бараки.

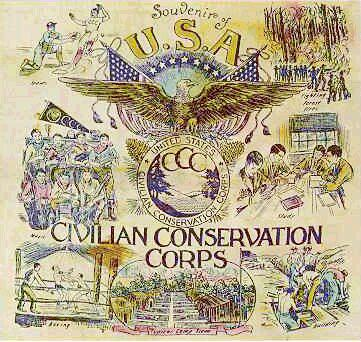
Наволочка от подушки. Музей корпуса в Мичигане.

Гражданский корпус охраны окружающей среды, или Гражданский корпус охраны природных ресурсов (англ. Civilian Conservation Corps, CCC) — программа государственного трудоустройства безработных в рамках «Нового курса» Ф. Д. Рузвельта, действовавшая в 1933—1942 и направленная в основном на сохранение природных ресурсов. Законопроекты, связанные с созданием корпуса, были представлены Рузвельтом в Конгресс США 21 марта 1933 года, и «Закон о чрезвычайных работах по сохранению окружающей среды» (Emergency Conservation Work Act) был принят 31 марта 1933 года. Это была одна из наиболее популярных программ «Нового курса», действовавшая во всех штатах, а также на территориях Гавайских островов, Аляски, Пуэрто-Рико и Вирджинских островов. Хотя программу осуществил Рузвельт, сама идея принадлежала республиканскому сенатору Джеймсу Казинсу (James Couzens) из Мичигана, которому, в свою очередь, предложил её в своём письме избиратель Арчибальд Сан из Детройта.

## История
Генерал Дуглас Макартур поручил организацию корпуса генералу Дж. Маршаллу.
Члены корпуса жили в специальных лагерях с почти военной дисциплиной и носили униформу. К моменту зачисления в корпус около 70 % его членов недоедали и были плохо одеты, лишь немногие имели школьное образование более чем в 1 год и опыт работы (если не считать случайных заработков). Порядок поддерживался под угрозой «увольнения с бесчестием» (dishonorable discharge). Бунтов в корпусе не было.
Чернокожие работники, общим числом 200 тыс. человек, были полностью сегрегированы (отделены от белых работников) после 1935 года, однако получали равную с ними оплату и жили в одинаковых жилищных условиях. Министр внутренних дел США Гарольд Икс вынудил директора корпуса Роберта Фехнера назначить чернокожих на руководящие должности, например, директоров по образованию в 143 сегрегированных лагерях. Отдельно существовало Индейское подразделение.
Первоначально к участию в Корпусе допускались лишь молодые люди в возрасте от 18 до 25 лет, чьи отцы были безработными. Фактически средний возраст участников составлял 18-19 лет. Исключения из возрастного лимита предусматривались для ветеранов и индейцев, для которых были разработаны отдельные программы и созданы отдельные лагеря. В 1937 году Конгресс изменил возрастной ценз — теперь он составлял от 17 до 28 лет, кроме того, было отменено ограничение, что участники должны быть непременно безработными.
Корпус был официально распущен в 1942 году, окончательно деятельность свёрнута в 1943 году, несмотря на общенациональное одобрение результатов деятельности корпуса.
Некоторые бывшие лагеря, находившиеся в хорошем состоянии, были восстановлены в 1941—1947 как лагеря «работы национальной важности» для прохождения альтернативной гражданской службы (вместо воинской). Другие лагеря использовались для содержания японских или немецких военнопленных, а также для размещения в них депортированных граждан США японского происхождения.
Деятельность корпуса послужила образцом для ряда агентств и программ в США как на общегосударственном уровне, так и на уровне штатов.

## Музеи корпуса
- Conservation Corps State Museum at Camp San Luis Obispo, Сан-Луис-Обиспо, Калифорния
- Civilian Conservation Corps Legacy, Эдинберг (Виргиния)
- Civilian Conservation Corps Museum, Rhinelander, Wisconsin
- Florida Civilian Conservation Corps Museum at Highlands Hammock State Park, Себринг (Флорида)
- Iowa Civilian Conservation Corps Museum at Backbone State Park, Strawberry Point, Iowa[англ.]
- Civilian Conservation Corps Museum at Lake Greenwood State Recreation Area, Ninety Six, South Carolina
- North East States Civilian Conservation Corps Museum, Camp Conner, Windsor Locks, Connecticut
- New York State Civilian Conservation Corps Museum at Gilbert Lake State Park, New Lisbon, New York
- Civilian Conservation Corps Museum at Pocahontas State Park, Chesterfield, Virginia
- West Virginia CCC Museum, Гаррисон (округ, Западная Виргиния)
- James F. Justin Civilian Conservation Corps Museum — online only

### Фильмы
Видео
- The Great Depression, Displaced Mountaineers in Shenandoah National Park, and the Civilian Conservation Corps (C.C.C.)
- Youth Jobs Program (CCC) During Great Depression
- President Visits Foresters (CCC), Roosevelt 1933/08/14
- NARA film: A Nation-Wide System of Parks 1939
- NARA film: Alabama Highlands 1937 Alabama State Parks
- NARA film: Down Mobile Way 1935 Alabama State Parks
- NARA film: Cradle of the Father of Waters 1938 Minnesota State Parks, Lake Itasca State Park
- NARA: Great Smoky Mountains National Park 1936
- NARA film: Outdoors in the Garden State 1937 New Jersey State Parks